# East Lothian
East Lothian (/ˈloʊðiən/ en gaélico: Siorrachd Lodainn an Ear) es un concejo de Escocia (Reino Unido). Limita con los concejos de Edimburgo, Scottish Borders y Midlothian. La capital administrativa es Haddington y la localidad más poblada Musselburgh.
East Lothian, llamado Haddingtonshire hasta 1921, fue uno de los antiguos condados en que estaba dividida Escocia hasta 1975. En ese año fue creada la región de Lothian y dividida en distritos, uno de los cuales fue East Lothian que mantenía el antiguo territorio del condado más las ciudades de Musselburgh y el área de Inveresk que anteriormente pertenecían al condado de Midlothian. En 1996 fue abolida la división administrativa anterior y East Lothian se convirtió en uno de los nuevos concejos.

## Localidades
- Aberlady
- Cockenzie
- Dirleton
- Dunbar
- East Linton
- Elphinstone
- Gifford
- Gullane
- Haddington
- Longniddry
- Macmerry
- Musselburgh
- North Berwick
- Ormiston
- Pencaitland
- Prestonpans
- Tranent
- Wallyford
- West Barns
- Whitecraig